# Аринкин, Михаил Иннокентьевич
Михаил Иннокентьевич Аринкин (26 марта (7 апреля) 1876 года — 30 августа 1948 года) — советский терапевт-гематолог, один из основоположников клинической гематологии в СССР; лауреат Сталинской премии. Академик АМН СССР (1945).

## Биография
В 1902 г. окончил Императорскую медико-хирургическую академию и был оставлен при академической терапевтической клинике (руководители — С. П. Боткин и Н. Я. Чистович). Доктор медицины (1905).
В 1908 г. получил звание приват-доцента, с 1912 г. ассистент терапевтической клиники. В 1919 г. избран зав. кафедрой частной патологии и терапии, а с 1936 г. до конца жизни возглавлял кафедру факультетской терапии ВМА.
Генерал-майор (1943), генерал-лейтенант (1945) медицинской службы.
Умер в Ленинграде 30 августа 1948 года. Похоронен на Богословском кладбище, участок К.

«Аринкин был умный, хитрый и властный генерал. Вместе с тем это была „русская душа“. Мне нравилась его склонность к насмешливости. „Наши“, то есть сотрудники клиники Ланга, готовы были считать его неискренним, даже злым; лично мне он нравился, я его считал, напротив, добрым — и вовсе не потому, что он ко мне относился хорошо», — описывает его в 1920-е годы А. Л. Мясников.

## Научная деятельность
Научные исследования посвящены проблемам гематологии: изучению эритропоэза, классификации и терапии анемий, острых лейкозов и лейкемоидных реакций; клинико-гематологической характеристике гипер- и гипоспленизма, цитогенезу клеток Березовского — Штернберга, клинике лимфогранулематоза, состоянию ретикулоэндотелиальной системы при болезнях крови и др.
Успешно решил проблему авиационной медицины по приспособляемости организма к пониженному парциальному давлению кислорода.
В 1927 г. предложил оригинальный и простой метод исследования костного мозга — прижизненная пункция грудины (стернальная пункция).

### Сочинения
- К патологии нефрита, дисс., Спб., 1905;
- Клиника болезней крови и кроветворных органов, Л., 1928;
- Ретикуло-эндотелиальная система при заболеваниях крови и кроветворных органов, Л., 1946.

## Награды
- орден Ленина (11.11.1946)
- медали
- Сталинская премия (1947) — за монографию «Ретикулоэндотелиальная система при заболеваниях крови и кроветворных органов».
- Заслуженный деятель науки РСФСР (1940).

## Память
- На здании Военно-медицинской академия имени С. М. Кирова по адресу Боткинская улица, 20, в 1984 году была установлена мемориальная доска с текстом: «С 1931 по 1948 год кафедру возглавлял выдающийся терапевт-гематолог Михаил Иннокентьевич Аринкин»[3][4].

## Дополнительные источники
- Аринкин Михаил Иннокентьевич (1876—1948). Медицинский некрополь. Данилов Евгений (30 декабря 2013). Дата обращения: 12 октября 2023.
- Аринкин Михаил Иннокентьевич : [арх. 3 января 2023] / Воробьёв Р. И. // Большая российская энциклопедия [Электронный ресурс]. — 2023.
- Кассирский И. А. Проблемы и ученые, т. 1, с. 160, М., 1949;
- М. И. Аринкин — выдающийся деятель советской медицины, Пробл. гематол. и перелив, крови, т. 4, № 2, с. 40, 1959;
- Соколов Е. П., М. И. Аринкин — выдающийся представитель советской терапевтической школы, Тер. арх., т. 30, Кя 8, с. 85, 1958;
- Фарбeр В. Б. Михаил Иннокентьевич Аринкин, Сб. трудов, посвящён. 45-летию деятелыг. М. И. Аринкина, с. 3, Л., 1949, библиогр.
- Шурыгин Д. Я. Аринкин Михаил Иннокентьевич // Большая медицинская энциклопедия : в 30 т. / гл. ред. Б. В. Петровский. — 3-е изд. — М. : Советская энциклопедия, 1975. — Т. 2 : Антибиотики — Беккерель. — С. 149. — 608 с. : ил.